# Silistria Medaille
De "Silistre Madalyası", werd in 1854 door de Turkse Sultan Abdülmecit de Eerste (1839-1861) ingesteld. Deze campagnemedaille herdacht de succesvolle verdediging van de strategisch gelegen Bulgaarse plaats Silistria of Silistra aan de Donau. De Turken verdedigden de strategisch belangrijke vesting van 19 mei tot 22 juni tegen een Russisch leger onder de vermaarde generaal der Genie Eduard Totleben.
Er werden 13 682 gouden en zilveren medailles verleend aan de verdedigers.
De medailles hebben een diameter van 36 millimeter en op de voorzijde staat de door een lauwerkrans omgeven tughra van de Ottomaanse sultan. Op de keerzijde staat òfwel een afbeelding van het fort aan de rivier of een grote toren met een daarboven gehesen vlag. In beide gevallen staat onder de afbeelding "Silistria 1277" in Arabische letters. Van de variant met de toren en de vlag zouden ook bronzen exemplaren bestaan.
Het lint voor de medailles was zoals gebruikelijk zalmrood met groene boorden. Alle medailles werden doorboord om ze zo aan het lint te kunnen hangen.
Medailles en eretekens van het Ottomaanse Rijk

Chelengk · 
Orde van het Huis van Osman · 
Orde van het Verheven Portret · 
Orde van de Halve Maan · 
Orde van de Glorie · 
Orde van de Eer · 
Hoge Orde van de Eer · 
Orde van Osmanie · 
Orde van Mejidie · 
Orde van Liefdadigheid · 
Orde van Onderwijs · 
Orde van het Ottomaanse Parlement · 
Orde van Verdienste voor de Landbouw ·
Medaille van de Orde van de Eer · 
Liyakat Medaille · 
IJzeren Halve Maan · 
De lijst van 21 Turkse campagnemedailles

Medailles en ertetekens van de Turkse Republiek

Turkse Onafhankelijkheidsmedaille · 
Orde van Verdienste van de Turkse Strijdkrachten · 
Legioen van Aanbeveling van de Turkse Strijdkrachten · 
Legioen van Eer van de Turkse Strijdkrachten · 
Legioen van Verdienste van de Turkse Strijdkrachten · 
Medaille van Eer van de Turkse Strijdkrachten · 
Medaille van de Strijdkrachten voor Belangrijke Diensten · 
Medaille van de Strijdkrachten voor Opvallende Moed en Zelfopoffering · 
Medaille voor Eervolle Vermelding van de Turkse Strijdkrachten · 
Medaille voor Prestaties van de Turkse Strijdkrachten